# 褐背蒲桃
褐背蒲桃（学名：Syzygium infra-rubiginosum）是桃金娘科蒲桃属的植物，为中国的特有植物。分布在海南以及中国大陆的海南等地，目前尚未由人工引种栽培。